# Romakloster
Romakloster of Roma is een plaats in het midden van het Zweedse eiland Gotland in de provincie Gotlands län, welk eiland tevens de gemeente Gotland vormt. De plaats heeft 905 inwoners (2005) en een oppervlakte van 124 hectare.

## Galerij

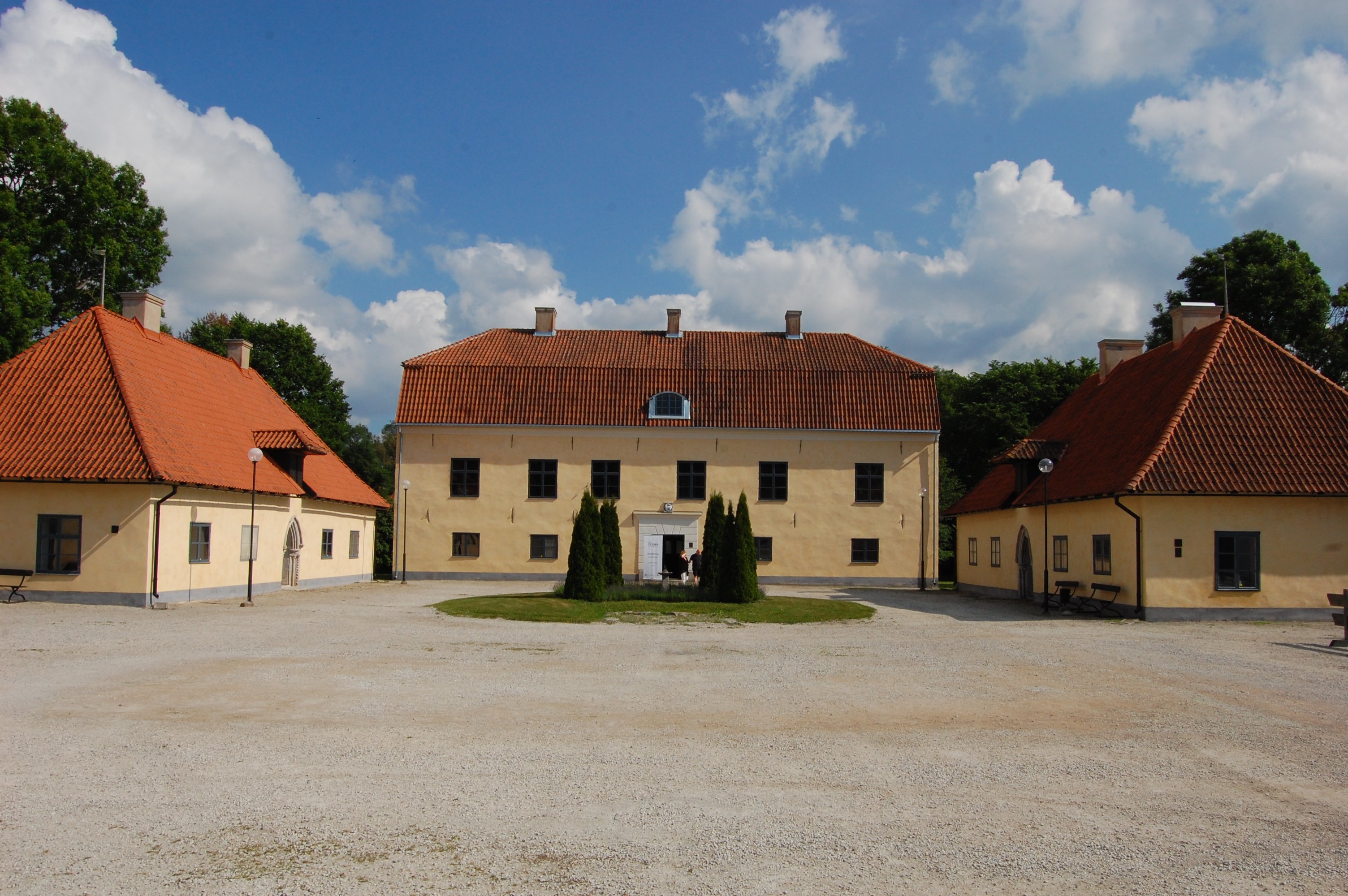
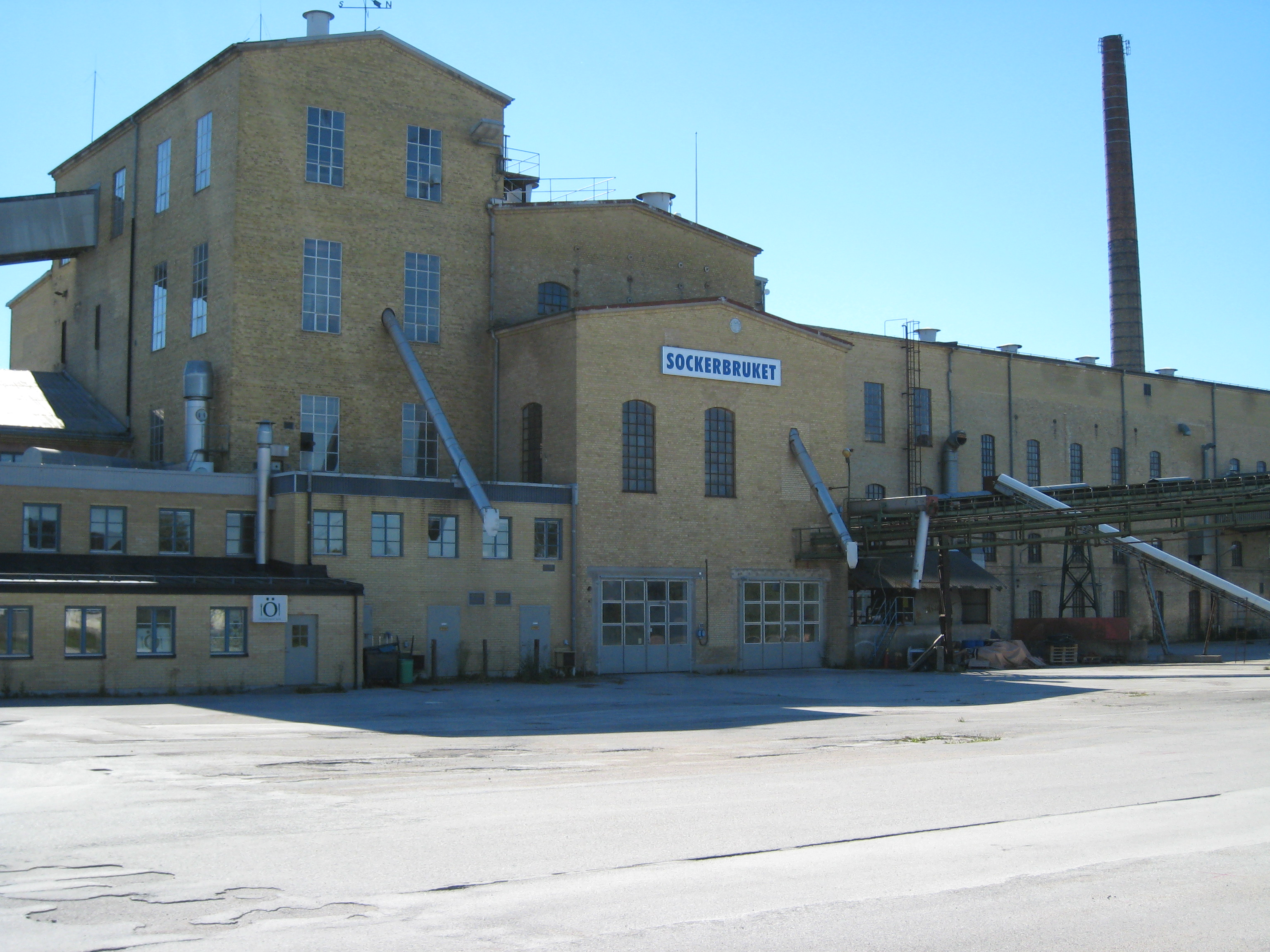
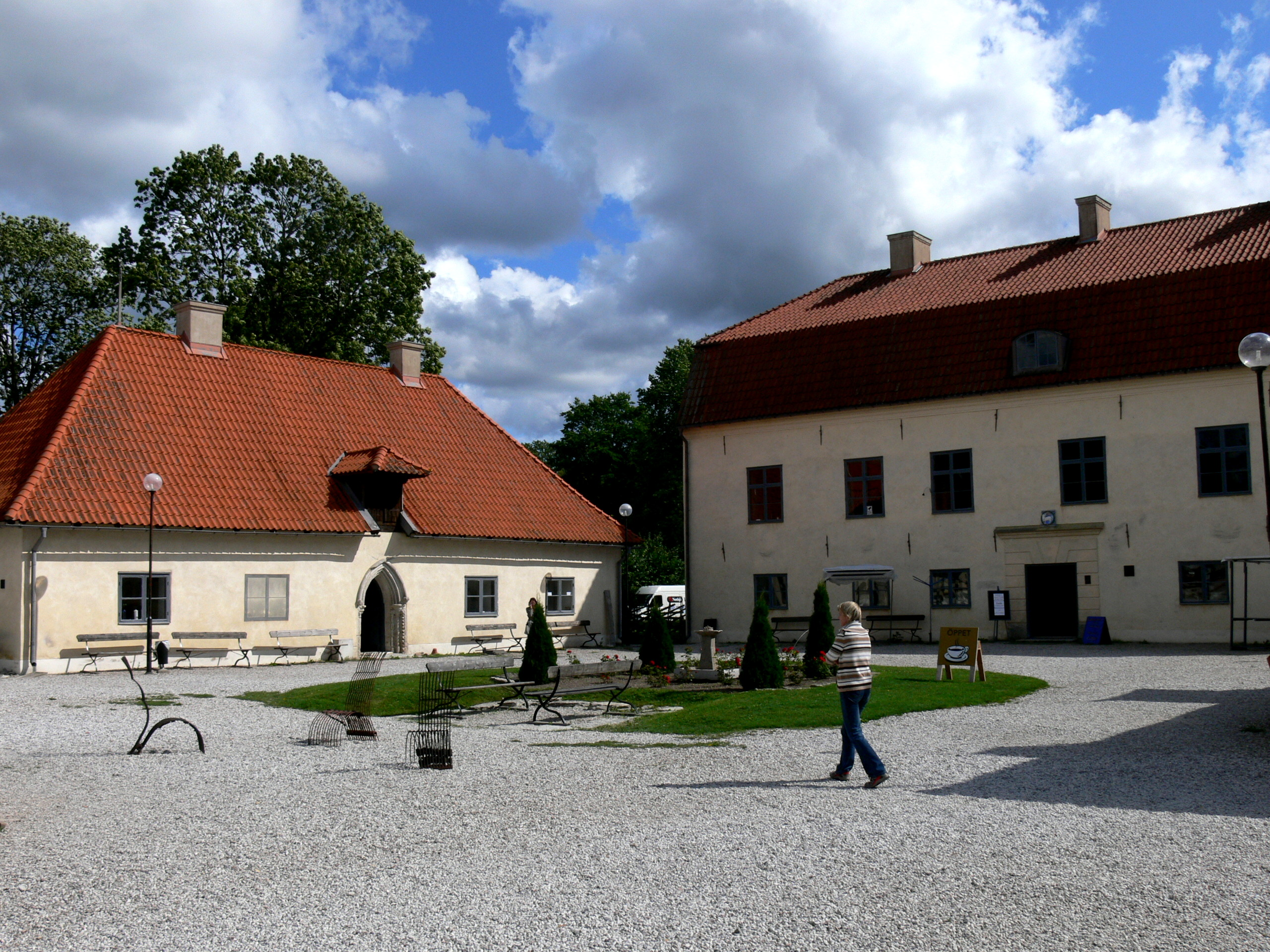
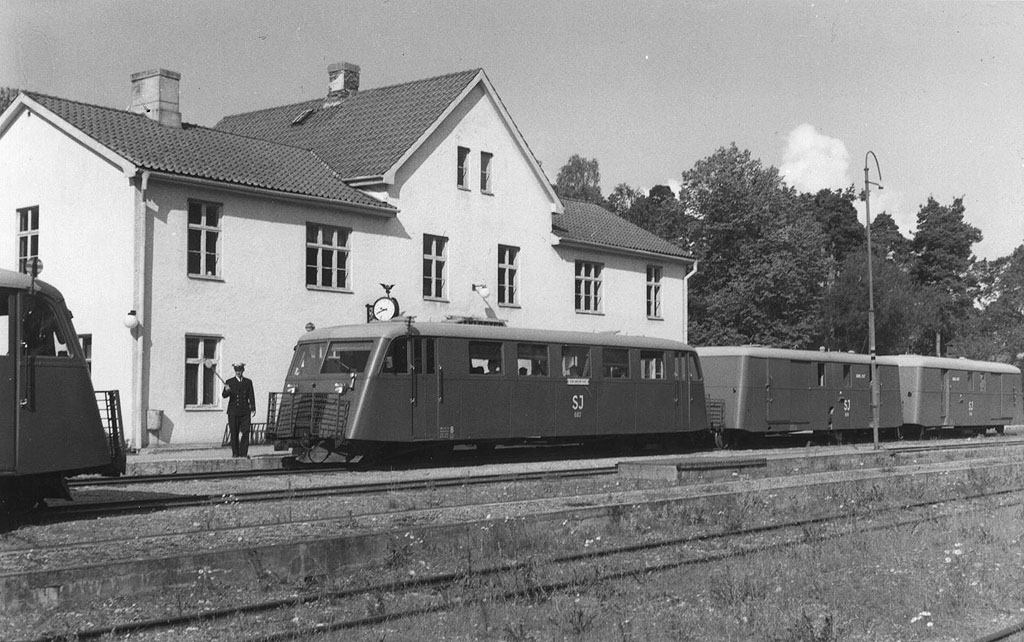

## Verkeer en vervoer
Bij de plaats loopt de Länsväg 143.